# PKP-Baureihe ED74
Die Baureihe ED74 sind vierteilige elektrische Triebzüge der Polnischen Staatsbahnen (PKP).
2006 erhielt PESA in Bydgoszcz von Przewozy Regionalne den Auftrag zum Bau von elf Triebwagen der Bauart 16WEk. Hierbei handelt es sich um eine Weiterentwicklung des Typs 16WE, von dem ein Exemplar als vierteiliger ED74-01 gebaut wurde, kurz danach aber zum dreiteiligen Triebwagen verkürzt und als ED59-01 bezeichnet wurde. Die Triebwagen waren für den Einsatz als Personenzug zwischen Warschau und Danzig bestimmt. Die Finanzierung erfolgt durch den Europäischen Fonds für regionale Entwicklung.
Die vier Wagenteile sind durch Jakobs-Drehgestelle miteinander verbunden. Gegenüber dem Prototyp wurde die Kopfform geändert, außerdem wurde ein Abteil der ersten Wagenklasse mit 21 Plätzen vorgesehen.
Die 2007 und 2008 gebauten ED74 waren für PKP Intercity zwischen Warschau und Łódź im Einsatz.

## Modernisierung
PKP Intercity hat mit der Modernisierung aller 14 ED74-Fahrzeuge begonnen. Die Ausschreibung wird in mehreren Stufen unterteilt. In der ersten Phase müssen interessierte Auftragnehmer einen Antrag auf Zulassung zur Teilnahme am Verfahren stellen. Wenn sie bestimmte Bedingungen erfüllen, werden sie zu einem technischen Dialog eingeladen und können anschließend ein Angebot abgeben. Der Auftragnehmer wird in der zweiten Hälfte des Jahres 2018 ausgewählt. Nach Vertragsunterzeichnung hat der Auftragnehmer 48 Monate Zeit, um den gesamten Vertrag abzuschließen. Die ersten Einheiten sollen bereits im Fahrplan 2020/21 fahren.
Nach der Modernisierung weisen die Fahrzeuge der ED74-Serie einige Verbesserungen auf, es werden neue Sitze und Steckdosen montiert, zudem WLAN eingebaut. Darüber hinaus zielt die Modernisierung auf die Verbesserung der Effizienz der Fahrzeuge ab.
PKP Intercity möchte die Züge auf den Strecken Wrocław – Lublin sowie Kraków – Lublin einsetzen. Alle Züge fahren unter der InterCity-Kategorie. Die Wartung soll in Wrocław stattfinden.